# Maltesholm
Maltesholm is een kasteel in de Zweedse gemeente Kristianstad. Het kasteel ligt 18 kilometer ten zuidwesten van Kristianstad, op de rand van de Linderödsåsen. Maltesholm werd in de periode 1635-1638 gebouwd als renaissancekasteel met een brede slotgracht, maar kreeg zijn huidige uiterlijk in de jaren 1780 met een schilddak en gepleisterde gevel. Het kasteel is particulier eigendom, maar het park is van eind april tot half oktober geopend. 

## Geschiedenis

### Malte Juul
In de middeleeuwen behoorde het kasteel tot Vittskövle, dat toen in handen was van de familie Brahe. Daarna werd het landgoed afgesplitst en werd het onderdeel van Östra Sönnarslöv. Anne Ramel erfde het kasteel. Ze trouwde in 1625 met de Deense "länsman" van Kristianstad, Malte Juul, waarnaar Maltesholm is genoemd. Hij breidde het landgoed uit door grond van andere landgoederen op te kopen. In 1635 liet hij het huidige kasteelgebouw bouwen in de noordelijke renaissance-stijl. 

#### Bygge Hans
Het landgoed werd ook uitgebreid door de rijke Malte Ramel. Hij was de grootste grondbezitter van Skåne. Zijn zoon Hans Ramel, bijgenaamd 'Bygge Hans'' omdat hij veel tijd besteedde aan het ontwikkelen van het landgoederen van zijn vader en het bouwen van prachtige gebouwen, breidde Maltesholm verder uit. In 1780 renoveerde hij het kasteel in de stijl van die tijd. Hij verlaagde het kasteel met één verdieping en gaf het een schilddak. De gevel werd gepleisterd en de ophaalbrug werd vervangen door een stenen brug. 

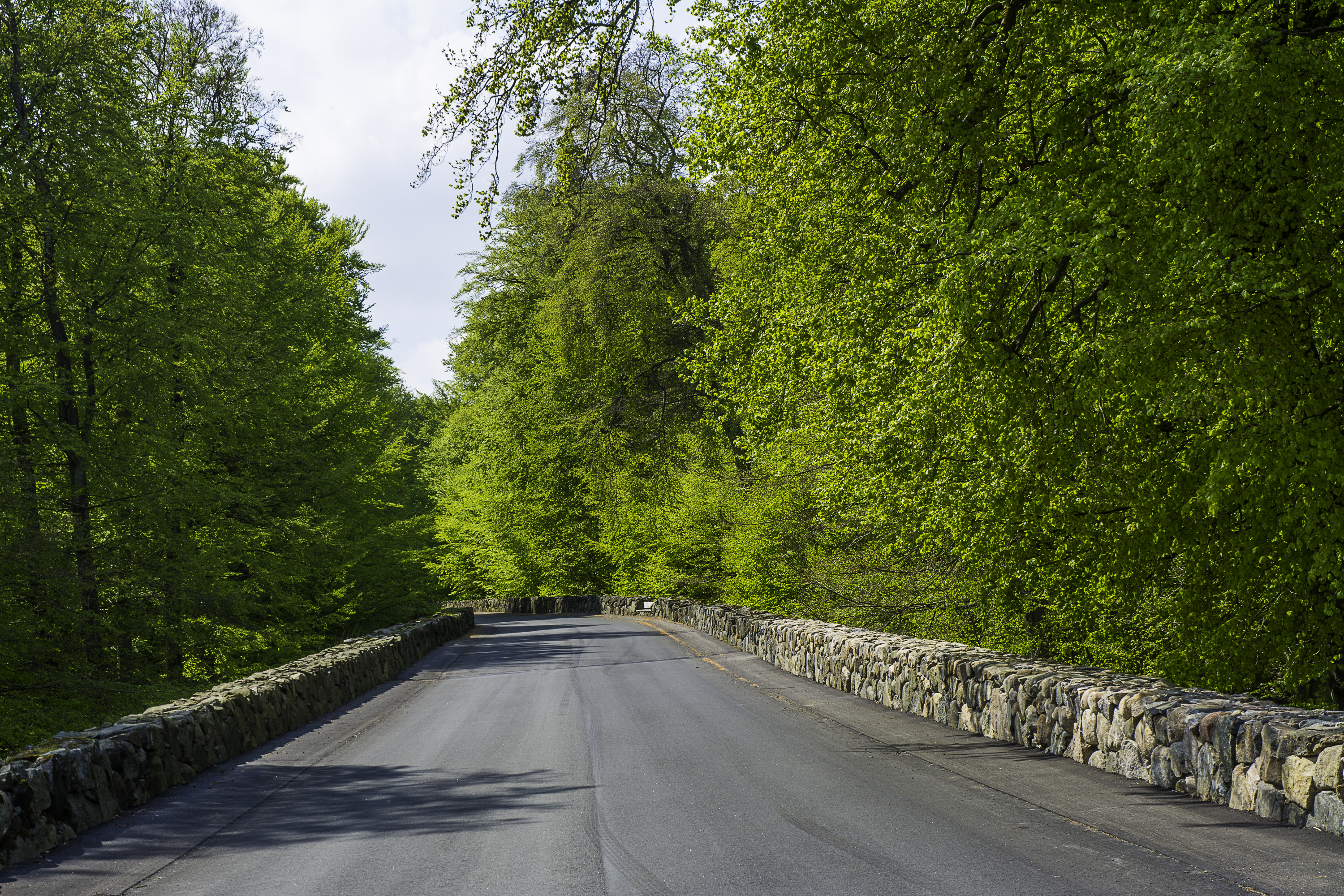
Höge väg

Hij bouwde ook het enorme bouwwerk Höge väg, die naar het kasteel leidt. Hij is 1,3 kilometer lang en twaalf tot twintig meter breed en zes meter hoog. De weg duurde bijna 50 jaar om te voltooien. Elke dag moesten de arbeiders een steen meenemen voor de wegbouw. De arbeiders zouden hebben gezegd "Vore inte herreman galen, så hade ej fattigman bröd", vertaald "Zou meneer niet gek zijn, zouden de armoedzaaiers geen brood hebben". 
In 1800 werd het kasteel eigendom van Axel Gabriel De la Gardie, die getrouwd was met Christina Gustava Ramel. Maltesholm bleef meer dan 100 jaar in handen van de familie De la Gardie. In 1933 werd het landgoed geërfd door de familie Palmstierna, de huidige eigenaars.

### Bezoek van Linnaeus
Op 25 mei 1749 bezocht Carl Linnaeus Maltesholm. Hij gaf beschrijving van het landgoed en de verschillende plantensoorten die hij zag, vooral in het biodiverse beukenbos (net ten oosten van het landgoed, het is nu een natuurreservaat). Hij vermeldt ook dat het zaaien van graan op de velden in volle gang was en geeft vervolgens een gedetailleerd verslag van zijn gedachten over de juiste zaaitijd.

## Park

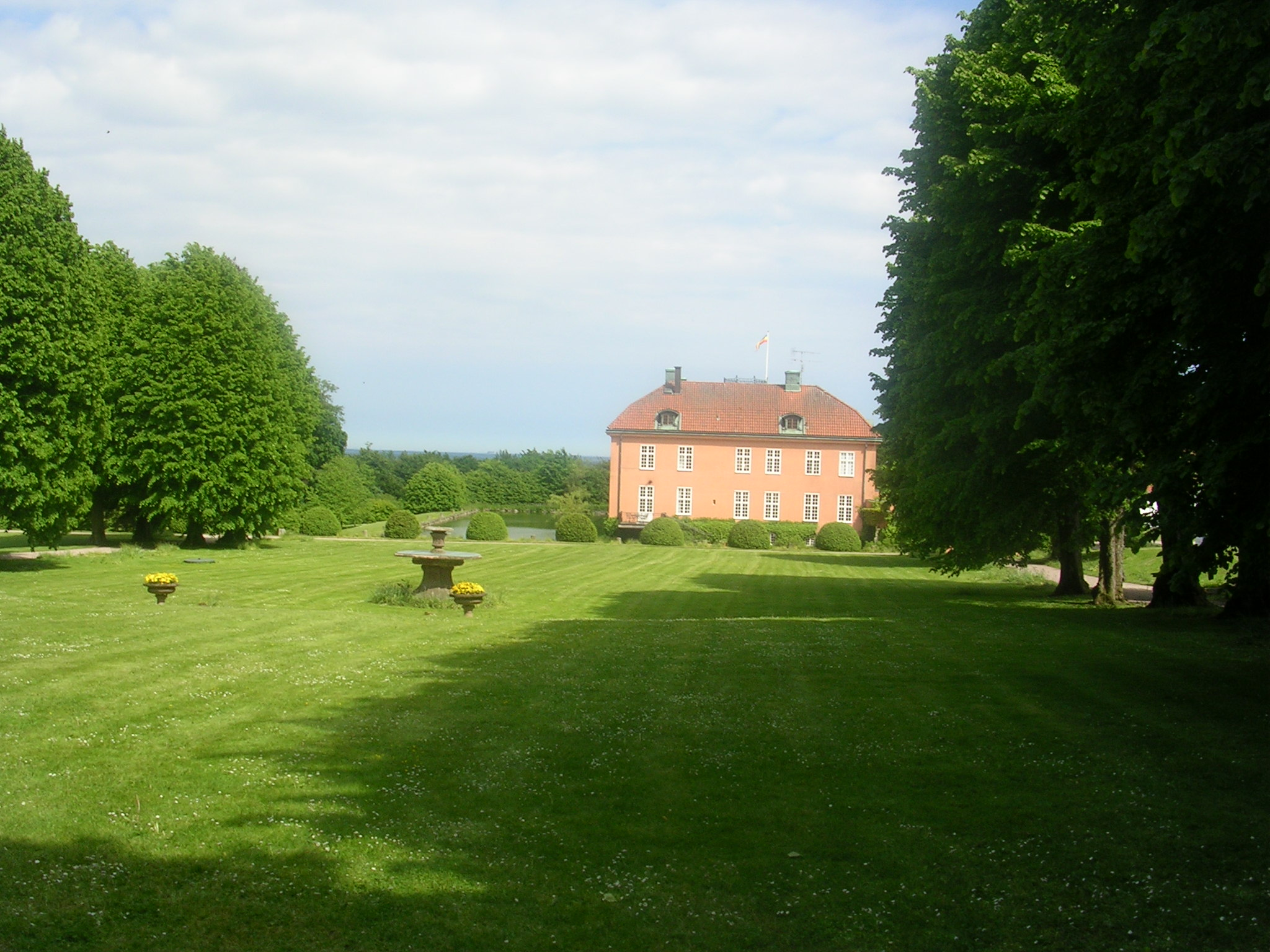
Het park

Het park bij het kasteel is in 370 jaar geëvolueerd van een renaissancetuin tot een laat 18e-eeuws landschapspark. In het park staat een prieel in classicistische stijl, ontworpen door Carl Hårleman in 1770. Daarnaast heeft het park een oranjerie uit 1781 waar volgens Linnaeus de eerste bananen van Zweden werden gekweekt. In het park staat de grootste venijnboom van Zweden en een enorme douglasspar van meer dan 100 jaar oud, 35 meter hoog en met een stamomtrek van 450 cm.